# 21047 Hodierna
21047 Hodierna este o planetă minoră (asteroid), cu un diametru de 16,029 km, din centura de asteroizi. A fost descoperită pe 22 septembrie 1990 la Observatorul European Austral de Eric Walter Elst și a fost numită după Giovanni Battista Hodierna⁠(d). 
Obiectul prezintă o orbită caracterizată de o semiaxă mare de 3,9789193 UAi, o excentricitate de 0,18, o înclinație de 4,49212 ° în raport cu ecliptica.